# Protocole du feu rouge
 (novembre 2024).
La mise en forme du texte ne suit pas les recommandations de Wikipédia : il faut le « wikifier ».
Les points d'amélioration suivants sont les cas les plus fréquents. Le détail des points à revoir est peut-être précisé sur la page de discussion.
- Les titres sont pré-formatés par le logiciel. Ils ne sont ni en capitales, ni en gras.
- Le texte ne doit pas être écrit en capitales (les noms de famille non plus), ni en gras, ni en italique, ni en « petit »…
- Le gras n'est utilisé que pour surligner le titre de l'article dans l'introduction, une seule fois.
- L'italique est rarement utilisé : mots en langue étrangère, titres d'œuvres, noms de bateaux, etc.
- Les citations ne sont pas en italique mais en corps de texte normal. Elles sont entourées par des guillemets français : « et ».
- Les listes à puces sont à éviter, des paragraphes rédigés étant largement préférés. Les tableaux sont à réserver à la présentation de données structurées (résultats, etc.).
- Les appels de note de bas de page (petits chiffres en exposant, introduits par l'outil «  Source ») sont à placer entre la fin de phrase et le point final[comme ça].
- Les liens internes (vers d'autres articles de Wikipédia) sont à choisir avec parcimonie. Créez des liens vers des articles approfondissant le sujet. Les termes génériques sans rapport avec le sujet sont à éviter, ainsi que les répétitions de liens vers un même terme.
- Les liens externes sont à placer uniquement dans une section « Liens externes », à la fin de l'article. Ces liens sont à choisir avec parcimonie suivant les règles définies. Si un lien sert de source à l'article, son insertion dans le texte est à faire par les notes de bas de page.
- La présentation des références doit suivre les conventions bibliographiques. Il est recommandé d'utiliser les modèles {{Ouvrage}}, {{Chapitre}}, {{Article}}, {{Lien web}} et/ou {{Bibliographie}}. Le mode d'édition visuel peut mettre en forme automatiquement les références.
- Insérer une infobox (cadre d'informations à droite) n'est pas obligatoire pour parachever la mise en page.

Pour une aide détaillée, merci de consulter Aide:Wikification.
Si vous pensez que ces points ont été résolus, vous pouvez retirer ce bandeau et améliorer la mise en forme d'un autre article.
Le Protocole du feu rouge, ou Traffic Light Protocol (TLP) en anglais, est un système de classification des informations sensibles créé au début des années 2000 par le Centre national de coordination de la sécurité des infrastructures du gouvernement britannique afin d'encourager un plus grand partage d'informations sensibles.

## Fonctionnement
Le principe est que l’expéditeur indique dans quelle mesure il souhaite que ses informations soient diffusées au-delà du destinataire immédiat. Il est conçu pour améliorer le flux d’informations entre les individus, les organisations ou les communautés de manière contrôlée et fiable. Il est important que tous ceux qui manipulent des communications étiquetées TLP comprennent et respectent les règles du protocole. Ce n’est qu’à ce moment-là que la confiance peut être établie et que les avantages du partage d’informations peuvent être réalisés. Le TLP est basé sur le concept d'étiquetage des informations par l'expéditeur avec l'une des quatre couleurs pour indiquer quelle diffusion supplémentaire, le cas échéant, peut être entreprise par le destinataire. Le destinataire doit consulter l’expéditeur si une diffusion plus large est nécessaire.
Il existe un certain nombre de spécifications actuelles pour le protocole.
- l'ISO/CEI, dans le cadre de la norme sur la gestion de la sécurité de l'information pour les communications intersectorielles et interorganisationnelles[2]
- FIRST, qui a formé un groupe d'intérêt spécial pour rédiger un ensemble normalisé de définitions pour les couleurs TLP et des conseils sur leur utilisation[3]. La version 1.0 de la norme a été publiée par FIRST le 31 août 2016[3], avant d'être remplacée par la version 2.0 le 5 août 2022 [4].
- La CISA a officiellement adopté la version 2.0 de la norme FIRST le 1er novembre 2022[5],[6].

## Résumé des quatre couleurs du TLP et de leurs significations
Il y a quatre couleurs (ou feux de circulation) :
- Rouge - personnel pour les destinataires nommés uniquement : Dans le cadre d’une réunion, par exemple, les informations ROUGES sont limitées aux personnes présentes à la réunion. La diffusion des informations ROUGES se fera généralement via une liste définie et, dans des circonstances extrêmes, ne pourra être transmise que verbalement ou en personne.
- Jaune - distribution limitée : Le destinataire peut partager les informations JAUNE avec d'autres personnes au sein de son organisation et ses clients, mais uniquement sur la base du « besoin de savoir ». Il peut être attendu de l’auteur qu’il précise les limites prévues de ce partage.
- Jaune+strict, introduit dans la version 2.0 de TLP, limite le partage à l'organisation exclusivement[8].
- Vert - à l'échelle de la communauté : Les informations de cette catégorie peuvent être largement diffusées au sein d’une communauté particulière. Toutefois, les informations ne peuvent être publiées ou affichées publiquement sur Internet, ni diffusées en dehors de la communauté. Remarque : lorsque le terme « communauté » n’est pas défini, il s’agit de la communauté de la cybersécurité/défense.
- Vide (en anglais clear) - illimité (autrefois : blanc) : Sous réserve des règles standard du droit d'auteur, les informations VIDES/BLANCHES peuvent être distribuées librement, sans restriction.

En pratique, on indiquera la classification d'un document par l'acronyme « TLP », suivi de deux points et du niveau de classification, par exemple : « TLP:RED ». Remarque : le niveau de classification s'écrit obligatoirement en anglais.